# Шелефтехамн
Шелефтехамн (на шведски: Skelleftehamn) е град в североизточна Швеция, лен Вестерботен, община Шелефтео. Разположен е около устието на река Шелефтеелвен на брега на Ботническия залив. Намира се на около 590 km на североизток от централната част на столицата Стокхолм и на около 110 km на североизток от главния град на лена Умео. От общинския център Шелефтео отстои на 8 km на югоизток. До северозападната му част започва град Уршвикен. Има крайна жп гара и пристанище. На практика тук е пристанището на град Шелефтео. Населението на града е 3097 жители, по приблизителна оценка от декември 2017 г.